# Brasão de Resplendor
O brasão de Resplendor é um dos símbolos oficiais do município brasileiro supracitado, localizado no interior do estado de Minas Gerais. Está presente na bandeira da cidade e trás sob uma faixa vermelha o lema da cidade, "Ad Summa, Per Ardua".
Tem forma de triângulo com um dos lados menores para baixo em forma de arco, pois se trata de um brasão de lugar, diferenciando-se de brasões pessoais e reais. O azul claro representa o céu, a paz e a espiritualidade; o branco equivale à água, à vida e à paz; o amarelo é a luz e a riqueza (ouro), ilustrando duas das principais fontes de renda agrícola de Resplendor (o arroz e o milho); o vermelho reproduz a religião, o trabalho e ações; e o azul escuro simboliza o relevo montanhoso do município.